# 극장판 도라에몽: 진구의 달 탐사기
《극장판 도라에몽: 진구의 달 탐사기》(일본어: 映画ドラえもん のび太の月面探査記 도라에몬 노비타노 츠키멘단사[*]→직역: 도라에몽 노비타의 월면탐사기)는 2019년 3월 1일에 개봉한 일본의 애니메이션 영화로, 39번째 극장판이다.
캐치프레이즈는 "친구 역량 46억년.(ともだち歴、46億年。)", "나는 상상력을 믿는다.(ぼくは、想像力を信じる。)", "나는 미래를 믿는다.(わたしは、未来を信じる。)", "나는 우정을 믿는다.(おれは、友情を信じる。)", "나는 사랑을 믿는다.(ぼくは、愛を信じる。)", "나는 모두를 믿는다.(ぼくは、みんなを信じてる。)"

## 개요
이 영화는 텐도우 코믹스 《도라에몽》 23권에 수록된 오리지널 애피소드인 〈이설 클럽 멤버즈 배지〉를 원안으로 한다. 또한 시리즈 상 처음으로 각본을 여류 작가가 단독으로 담당한 극장판 도라에몽이다.

## 갤러리

일본판 포스터

## 목소리 출연
- 도라에몽 - 미즈타 와사비/윤아영
- 노진구 - 오오하라 메구미/김정아
- 신이슬 - 카카즈 유미/조현정
- 만퉁퉁 - 키무라 스바루/최낙윤
- 왕비실 - 세키 토모카즈/이현주
- 오진숙 - 미츠이시 코토노/임은정
- 선생님 - 타카기 와타루/이장우

## 게스트 캐릭터
- 루카 - 미나가와 준코/김예림
- 루나 - 히로세 아리스/손선영

## 제작
- 원작 - 후지코 F. 후지오
- 감독 - 야쿠와 신노스케
- 각본 - 쯔지무라 미즈키
- 애니메이션 제작 - 신에이 동화

## 주제가
엔딩 테마 - 〈THE GIFT〉
노래 - 히라이 다이